# Fox Film
 (16 mai 2022).
Le contenu est difficilement compréhensible vu les erreurs de traduction, qui sont peut-être dues à l'utilisation d'un logiciel de traduction automatique.
Fox Film Corporation était une société américaine qui a produit des films cinématographiques, créée par William Fox le 1er février 1915. Elle succède aux sociétés Greater New York Film Rental Company, Box Office Attraction Film Rental Company et Box Office Attractions Company. 
Les premiers studios de cinéma de la société étaient installés à Fort Lee, dans le New Jersey, mais en 1917, William Fox a envoyé Sol M. Wurtzel à Hollywood, en Californie, pour superviser l'installation d'un studio de production sur la côte ouest, où le climat était plus accueillant pour le cinéma. Le 23 juillet 1926, la société a acheté les brevets du système de son Movietone pour l'enregistrement du son sur film. 
Après le krach de 1929 de Wall Street, William Fox a perdu le contrôle de son entreprise en 1930, à la suite d'une prise de contrôle hostile menée par Sidney Kent, qui ont fusionné la société avec Twentieth Century Pictures pour former 20th Century Fox en 1935.

## Histoire

### Contexte
William Fox est entré dans l'industrie cinématographique en 1904 lorsqu'il a acheté un tiers d'un nickelodeon de Brooklyn pour 1 667 $,. Il a réinvesti ses bénéfices à partir de cet emplacement initial, en s'étendant à quinze lieux similaires dans la ville, et en achetant des bobines de films des principaux studios de l'époque: Biograph, Essanay, Kalem, Lubin, Pathé, Selig, et Vitagraph .  Après avoir connu plus de succès en présentant des routines de vaudeville en direct avec des films cinématographiques, il s'est étendu dans des lieux plus grands en commençant par l'achat du théâtre désaffecté Gaiety ,  et en poursuivant les acquisitions à New York et au New Jersey, y compris l' Académie de musique.  
Fox a investi davantage dans l'industrie cinématographique en fondant la Greater New York Film Rental Company, un distributeur de films. Les grands studios de cinéma ont réagi en créant la Motion Picture Patents Company en 1908 et la General Film Company en 1910, dans le but de créer un monopole sur la création et la distribution de films cinématographiques. Fox a refusé de vendre sa filiale au monopole et a intenté une action en justice en vertu du Sherman Antitrust Act, obtenant finalement un règlement de 370 000 $ et mettant fin aux restrictions sur la durée des films et les prix pouvant être payés pour les scénarios.  
En 1914, reflétant la portée plus large de son entreprise, il la renomma Box Office Attraction Film Rental Company. Il a conclu un contrat avec le studio de cinéma Balboa Amusement Producing Company, achetant tous leurs films pour les présenter dans ses théâtres de la région de New York et louant les bandes à d'autres cinémas du pays. Il a également continué à distribuer du matériel provenant d'autres sources, comme le premier film d'animation de Winsor McCay, Gertie the Dinosaur,. Plus tard en 1914, Fox a conclu qu'il était imprudent d'être aussi dépendant d'autres sociétés, alors il a acheté les installations du studio Éclair à Fort Lee, New Jersey, ainsi que celles à Staten Island,, et recruté des acteurs et une équipe de tournage. La société est donc devenue un studio de cinéma, avec son nom abrégé en Box Office Attractions Company ; sa première production est Life's Shop Window. 

### Fox Film Corporation

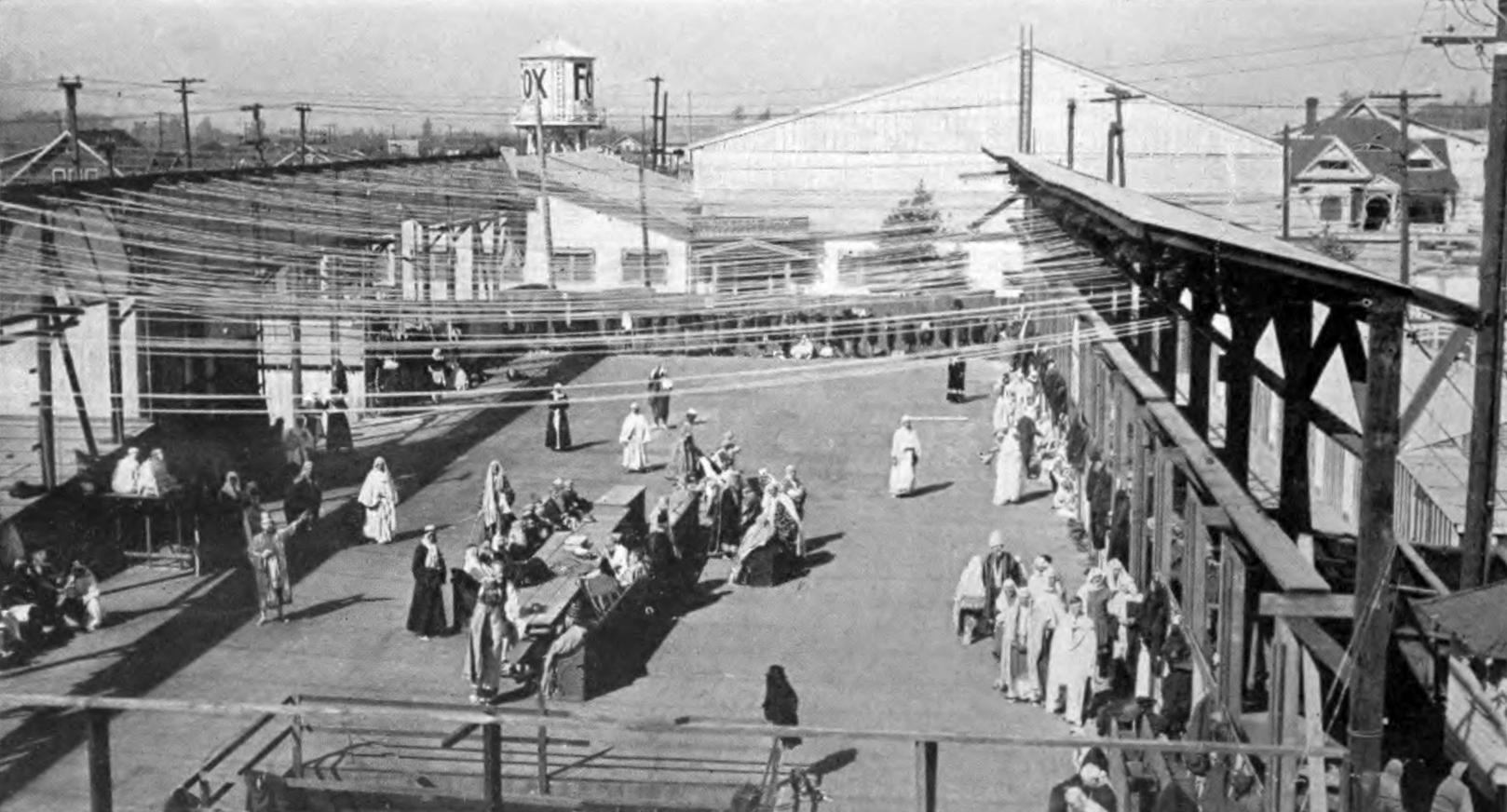
Cette grande scène au Studio Fox sur l'avenue nord-ouest a été utilisé comme vestiaire des hommes quand plus de 2.000 personnes ont été nécessaires pour les scènes de rue de Jérusalem dans Theda Bara de Salome (1918)

Toujours plus entrepreneur que showman, Fox s'est concentré sur l'acquisition et la construction de théâtres; les films étaient secondaires. Les premiers studios de cinéma de la société ont été installés à Fort Lee, dans le New Jersey, où elle et de nombreux autres premiers studios de cinéma de la première industrie cinématographique des États-Unis étaient basés au début du vingtième siècle,,.    
En 1914, Fox Film a commencé à faire des films cinématographiques en Californie, et en 1915 a décidé de construire son propre studio permanent. La société a loué le studio Edendale de la Selig Polyscope Company jusqu'à ce que son propre studio, situé à Western Avenue et Sunset Boulevard, soit achevé en 1916  En 1917, William Fox a envoyé Sol M. Wurtzel à Hollywood pour superviser les installations de production du studio sur la côte ouest, où un climat plus hospitalier et plus rentable existait pour le cinéma. 
Avec l'introduction de la technologie du son, Fox a décidé d'acquérir les droits d'un processus de son sur film . Dans les années 1925-1926, Fox a acheté les droits sur l'œuvre de Freeman Harrison Owens, les droits américains sur le système Tri-Ergon inventé par trois inventeurs allemands et l'œuvre de Theodore Case . Cela a abouti au système de son Movietone connu plus tard sous le nom de "Fox Movietone" développé au Movietone Studio. Plus tard cette année-là, la société a commencé à proposer des films avec une musique et des effets, et l'année suivante, Fox a commencé le long métrage hebdomadaire Fox Movietone News, qui a duré jusqu'en 1963. L'entreprise en croissance avait besoin d'espace et, en 1926, Fox a acquis 300 acres (1.2 km 2) en pleine campagne à l'ouest de Beverly Hills et construit "Movietone City", le studio le mieux équipé de son temps. 

### Déclin
Lorsque son rival Marcus Loew est décédé en 1927, Fox a proposé d'acheter les avoirs de la famille Loew. Loew's Inc. contrôlait plus de 200 cinémas, ainsi que le studio Metro-Goldwyn-Mayer. Lorsque la famille a accepté la vente, la fusion de Fox et Loew's Inc. a été annoncée en 1929. Mais le patron du studio MGM, Louis B. Mayer, n'a pas été inclus dans l'accord et a riposté. Utilisant des relations politiques, Mayer a appelé l'unité antitrust du ministère de la Justice à retarder l'approbation finale de la fusion. Fox a été gravement blessé dans un accident de voiture au cours de l'été 1929, et au moment où il a récupéré, il avait perdu la majeure partie de sa fortune lors de l' écrasement du marché boursier de l'automne 1929, mettant fin à toute chance de fusion, même sans les objections du ministère de la Justice. 
Débordé et proche de la faillite, Fox a été dépouillé de son empire en 1930 et s'est retrouvé en prison pour des accusations de corruption ultérieures. Fox Film, avec plus de 500 cinémas, a été placée sous séquestre. Une réorganisation mandatée par une banque a soutenu l'entreprise pendant un certain temps, mais il est vite devenu évident que malgré sa taille, Fox ne pouvait pas se débrouiller seule. William Fox en voulait à la façon dont il avait été forcé de quitter l'entreprise et l'a présentée comme une conspiration active contre lui dans le livre de 1933, Upton Sinclair Presents William Fox. 

### Fusion
Sous le nouveau président Sidney Kent, les nouveaux propriétaires ont commencé à négocier avec le nouveau, mais puissant indépendant Twentieth Century Pictures, au début du printemps 1935. Les deux sociétés ont fusionné ce printemps sous le nom de 20th Century-Fox (en 1985, le trait d'union a été abandonné). Pendant de nombreuses années, la 20th Century Fox a affirmé avoir été fondée en 1915. Par exemple, il a marqué 1945 comme son 30e anniversaire. Cependant, au cours des dernières années, il a revendiqué la fusion de 1935 comme sa fondation, même si la plupart des historiens du cinéma conviennent qu'il a été fondé en 1915. 

## Productions

### Longs métrages
Un incendie de la réserve de la Fox en 1937 dans une installation de stockage de films Fox a détruit plus de 40 000 bobines de négatifs et de tirages, y compris les copies de la meilleure qualité de chaque long métrage Fox produit avant 1932;  bien que les copies situées ailleurs aient permis à beaucoup de survivre sous une forme ou une autre, plus de 75% des longs métrages de Fox d'avant 1930 sont complètement perdus.  

### Films d'informations

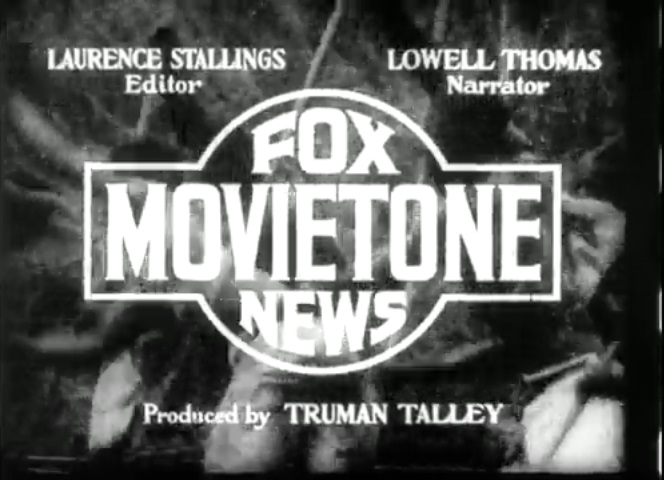
Carte de titre d'un film d'actualités Fox Movietone News de 1935

En 1919, Fox a commencé une série d' actualités silencieuses, en concurrence avec des séries existantes telles que Hearst Metrotone News, International Newsreel et Pathé News. Fox News a été créée le 11 octobre 1919, et les numéros suivants ont été publiés le mercredi et le dimanche de chaque semaine. Fox News a gagné un avantage sur ses concurrents plus établis lorsque le président Woodrow Wilson a approuvé le film d'actualités dans une lettre, ce qui pourrait être la première fois qu'un président américain commentait un film. Au cours des années suivantes, Fox News est resté l'un des principaux noms de l'industrie des actualités en fournissant une couverture souvent exclusive des grands événements internationaux, y compris des reportages sur Pancho Villa, le dirigeable Roma, le Ku Klux Klan et une éruption de 1922. Mont Vésuve. La série d'actualités silencieuses a continué jusqu'en 1930.  
En 1926, une filiale, Fox Movietone Corporation, a été créée, chargée de produire des actualités à l'aide de la technologie de son sur film récemment acquise de Fox. Le premier de ces films a fait ses débuts le 21 janvier 1927. Quatre mois plus tard, la sortie le 25 mai d'un enregistrement sonore du départ de Charles Lindbergh sur son vol transatlantique a été décrite par l'historien du cinéma Raymond Fielding comme le "premier film d'actualité sonore de conséquence". Movietone News a été lancé sous forme de reportage régulier le 3 décembre de la même année.  production de la série s'est poursuivie après la fusion avec Twentieth Century Pictures, jusqu'en 1963, et a continué à servir la 20th Century Fox après cela, comme source de séquences d'archives de l'industrie cinématographique.  
Contrairement aux premiers longs métrages de Fox, les bibliothèques Fox News et Fox Movietone News ont largement survécu. La série précédente et certaines parties de son successeur sont désormais détenues par l' Université de Caroline du Sud, le reste de Fox Movietone News étant toujours détenu par la société.  
Fox Film a brièvement expérimenté avec des films en série, libérant Bride 13 en 15 épisodes et les Fantômas en 20 épisodes en 1920. William Fox n'était pas disposé à faire des compromis sur la qualité de la production afin de rentabiliser les séries, mais aucun n'a été produit par la suite. 

### Courts métrages
Fox a également produit des centaines de courts métrages à une et deux bobines de différents types. À partir de 1916  la division Sunshine Comedy a créé des courts métrages à deux bobines. Beaucoup de ceux-ci, à commencer par Roaring Lions et Wedding Bliss de 1917, avec Lloyd Hamilton, étaient des slapstick, destinés à rivaliser avec les offres populaires de Mack Sennett .  sorties de Sunshine se sont poursuivies jusqu'à l'introduction du son.  D'autres séries de courts métrages comprenaient les Comédies Impériales, les Comédies Van Bibber (avec Earle Foxe), O'Henry, la Vie Mariée d'Helen et Warren, et les Variétés Fox. L'expansion de Fox dans les films en langue espagnole au début des années 1930 comprenait également des courts métrages. 

## Remarques
1. ↑  Unrelated to the Broadway theatre operating at the same time, also called the Gaiety Theatre